# Люсаньет-Люсон
Люсанье́т-Люсо́н (фр. Lussagnet-Lusson) — коммуна во Франции, находится в регионе Аквитания. Департамент — Атлантические Пиренеи. Входит в состав кантона Тер-де-Люи и Кото-дю-Вик-Бий. Округ коммуны — По.
Код INSEE коммуны — 64361.

## География

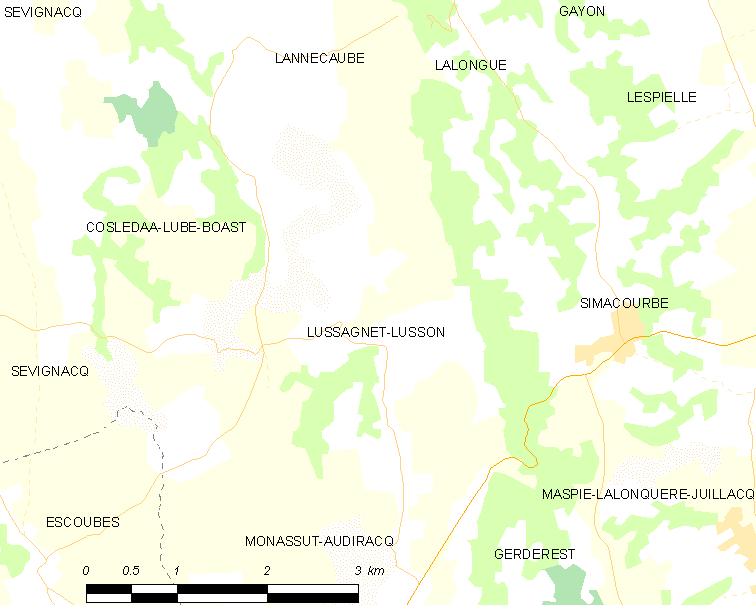
Карта коммуны

Коммуна расположена приблизительно в 640 км к югу от Парижа, в 160 км южнее Бордо, в 21 км к северо-востоку от По.

### Климат
Климат тёплый океанический. Зима мягкая, средняя температура января — от +5°С до +13°С, температуры ниже −10 °C бывают редко. Снег выпадает около 15 дней в году с ноября по апрель. Максимальная температура летом порядка 20-30 °C, выше 35 °C бывает очень редко. Количество осадков высокое, порядка 1100 мм в год. Характерна безветренная погода, сильные ветры очень редки.

## Население
Население коммуны на 2010 год составляло 168 человек.
| 1962 | 1968 | 1975 | 1982 | 1990 | 1999 | 2010 |
| ---- | ---- | ---- | ---- | ---- | ---- | ---- |
| 157  | 157  | 156  | 143  | 132  | 147  | 168  |

## Администрация
| Период | Период | Фамилия       | Партия | Примечания |
| ------ | ------ | ------------- | ------ | ---------- |
| 1995   | 2020   | Мишель Лаборд |        |            |

## Экономика
В 2010 году среди 107 человек трудоспособного возраста (15-64 лет) 84 были экономически активными, 23 — неактивными (показатель активности — 78,5 %, в 1999 году было 70,2 %). Из 84 активных жителей работали 74 человека (36 мужчин и 38 женщин), безработных было 10 (6 мужчин и 4 женщины). Среди 23 неактивных 10 человек были учениками или студентами, 8 — пенсионерами, 5 были неактивными по другим причинам.

## Достопримечательности
- Церковь Св. Иакова (XII век)[4]
- Церковь Успения Пресвятой Богородицы (1859 год)[5]